# Vigabatrina

Estrutura química da vigabatrina

Vigabatrina é um fármaco utilizado pela medicina como antiepilético. Sua principal ação consiste em inibir irreversivelmente o enzima GABA-transaminase. A suspensão deste medicamento deve ser feita de forma gradual, pois se for realizado de maneira abrupta ocorre o risco convulsões.

## Reações adversas
Psicose, agressão, sonolência, confusão mental, irritabilidade e depressão são as principais reações adversas devido ao uso de vigabatrina.